# Xã Steel, Quận Lafayette, Arkansas
Xã Steel (tiếng Anh: Steel Township) là một xã thuộc quận Lafayette, tiểu bang Arkansas, Hoa Kỳ. Năm 2010, dân số của xã này là 1.475 người.